# 味里
味里（みさと、6月14日 - ）は、日本の女性声優。神奈川県出身。
プロダクション・エース、オフィスCHKを経て現在はフリーランス。

## 略歴・人物
アミューズメントメディア総合学院声優学科卒業。
2010年5月、咲乃藍里との声優ユニット「'etoile」結成を発表。同年9月に、オフィスCHKからプロダクション・エースへ移籍。また、2012年には『うぽって!!』で共演した野水伊織、富樫美鈴、佐土原かおりと共に声優ユニット「sweet ARMS」を結成。
2015年11月30日付けでプロダクション・エースを退所し、12月1日からフリーで活動。
金魚すくいが得意であり、お祭りで124匹すくったことがある。

## 出演
太字はメインキャラクター

### テレビアニメ
2011年
- ダンタリアンの書架（女子A）
- デッドマン・ワンダーランド（アナウンサー、アナウンス）
- 日常（玉村、ピョン、娘）
- フリージング（三年生A）
- マケン姫っ!（2011年 - 2014年、砂藤季美） - 2シリーズ

2012年
- うぽって!!（える〈L85A1〉）

2013年
- 俺の脳内選択肢が、学園ラブコメを全力で邪魔している（柔風小凪）
- 生徒会の一存 Lv.2（小宮山）
- デート・ア・ライブ（2013年 - 2024年、崇宮真那） - 4シリーズ

2014年
- いなり、こんこん、恋いろは。（桃山南）
- 風雲維新ダイ☆ショーグン（つばき）

2015年
- 新妹魔王の契約者（榊千佳） - 2シリーズ
- トリアージX（鈴江このみ）

### OVA
- うぽって!!（2012年、える〈L85A1〉）※コミックス第4巻同梱版
- マケン姫っ!（2013年、砂藤季美）※コミックス第11巻同梱版

### 劇場アニメ
- 劇場版デート・ア・ライブ 万由里ジャッジメント（2015年、崇宮真那）
- ケンダマスター拳シリーズ（2021年 - 2022年、タマコ[12][13]） - 2作品

### Webアニメ
- くろネコONLINE希望の欠片篇（2011年、ハンター）

### ゲーム
2008年
- どきどき魔女神判2（双葉なみ、双葉なぎ）

2011年
- 涼宮ハルヒの追想
- 日常〈宇宙人〉（玉村）

2013年
- 艦隊これくしょん -艦これ-（2013年 - 2018年、武蔵、伊8、伊19） - 3作品

2014年
- ウチの姫さまがいちばんカワイイ（マミ・シュバイツァー）
- デート・ア・ライブ 或守インストール（崇宮真那）

2015年
- 九十九姫（奈良初）
- デート・ア・ライブ Twin Edition 凜緒リンカーネイション（崇宮真那）

2016年
- アドヴェントガール（関羽）
- 九十九姫（神度）
- トリックスター 召喚士になりたい（ゆり）
- 武装少女 - ARMED GIRLS -（林原苺子）

2017年
- Side Kicks!（ヤシロ）

2019年
- すすめ!! まもって騎士 姫の突撃セレナーデ（ローラ姫）
- BUSTAFELLOWS（アイビー）

2020年
- デート・ア・ライブ 蓮ディストピア（崇宮真那）
- ファンタジア・リビルド（崇宮真那）

### ウェブラジオ
- ハンゲームPresents ラジオ「もえぱちっ!冬休みスペシャル!」（2011年12月26日、音泉）
- うぽって!!ラジオ 〜とつげき!!sweet ARMS〜（2012年3月23日 - 9月28日、HiBiKi Radio Station）
- デート・ア・ラジオ DATE A RADIO（第9・10・32・33・51回） - ゲスト
- sweet ARMS放送局 〜RADIO THE TRIGGER〜（2014年7月1日 - 9月23日、HiBiKi Radio Station）[23]

### 吹き替え

#### 映画・テレビドラマ
- ありがとうございます（ジソン〈イ・ハンナ〉）
- いつか眠りにつく前に（幼いニナ）
- 裏切りの報酬（イレーナの息子）
- エルドラド・トレジャー 伝説の財宝とガイコツ兵団（アリシア・ウィリアムソン）
- NCIS:LA 〜極秘潜入捜査班 #18
- オズ はじまりの戦い（女性客の声 他）
- 彼女がラブハンター
- カムバック マドンナ〜私は伝説だ（チョ・ウンジ〈ハ・スンリ〉）
- 救命医ハンク3 セレブ診療ファイル
- 宮女〔クンニョ〕（スギョン〈ハン・イェリン〉）
- 階伯〔ケベク〕[24]（ヨン・テヨン〈ハン・ジウ〉、チョヨン(少年期)）
- 検事プリンセス（ユナ / ビン）
- コールドケース7 ザ・ファイナル（スージー・ヒル）
- 孔子（小姜〈マオ・ ジュンジェ〉）
- 師任堂、色の日記（青年時代のサイムダン(パク・ヘス)
- サニー 永遠の仲間たち
- CSI:マイアミ8
- CSI:ニューヨーク6 #13 #22
- シャドー（クリスタル）
- 始皇帝烈伝 ファーストエンペラー（敏代姫〈張静初〉）
- 上海の伯爵夫人
- 恕の人 -孔子伝-
- スクリーム4: ネクスト・ジェネレーション
- 戦場のメロディ（パク・ジュミ〈コ・アソン〉）
- ソーラー・ストライク2013 ※完全版
- タイピスト!（スーザン・ハンター〈サラ・ハスケル〉）
- ダイナソーフィールド（ブレンダ〈エリザベス・J・カーライル〉）
- ディフェンダーズ 闘う弁護士
- Dr.HOUSE #1
- Dr.HOUSE シーズン2 #11
- ドリームハイ（イ・リア〈ハン・イェイン〉）
- NIKITA / ニキータ3 #1
- パラサイト 半地下の家族（キム・ギジョン〈パク・ソダム〉[25]）
- ファミリー・ツリー
- フライダディ
- プリースト 悪魔を葬る者（ヨンシン〈パク・ソダム〉）
- 星から来た男（ヒジョン / ジヨン〈チョン・ジヒョン〉）
- ボードウォーク・エンパイア 欲望の街3 #2 #8
- HAWAII FIVE-0 #13
- マイスウィートソウル（ジュヨン）
- まぶしい日に（ジス）
- 名探偵ポワロ ナイルに死す（コーネリア・ロブソン）※デアゴスティーニ版
- ラスト・シャンハイ
- リゾーリ&アイルズ5（ジュリア）
- ロマンスが必要
- 私たち結婚できるかな（イ・ユリ〈チェ・ジホン〉）

#### アニメ
- ちいさなプリンセス ソフィア（ルビー）
- チャギントン（ゼフィー[26]）
- ムークのせかいりょこう（リンフエ）
- スーパーブック（ジョイ）
- バービー: ドリームハウス・アドベンチャー（英語版）（チェルシー）
- バービー・プリンセス・アドベンチャー（チェルシー）
- バービー&チェルシー：消えたバースデー（チェルシー）

### ドラマCD
- シュタインズ・ゲート オリジナルドラマCD（音更千世）※コンプティーク2011年10月号
- どきどき魔女神判2（双葉なみ、双葉なぎ）
- 微熱の果実〜バタフライ・スカイ〜（チエ、女性客1）
- 武将学園（徳川弓）
- ポルノスーパースター（女性社員）

### パチンコ
- もえぱちっ!（天原マナ）
- もえぱちっ! 2学期（天原マナ[27]）

### テレビドラマ
- ねこタクシー（2010年1月 - 3月） - 町田麻美 役

### 映画
- ねこタクシー（2010年6月） - 町田麻美 役

### 朗読劇
- オズの西遊記〜Legend of GO WEST（2010年6月・7月） - ヒミコ / ジュリア 役（二役）

### 書籍
TRPGリプレイ
- アリアンロッド2E・リプレイ 聖弾のルーチェシリーズ（プレイヤー：ルーチェ・メテオライト）

## ディスコグラフィ

### 参加作品
| 発売日         | 商品名                                                            | 歌   | 楽曲           | 備考                                                                  |
| -------------- | ----------------------------------------------------------------- | ---- | -------------- | --------------------------------------------------------------------- |
| 2015年10月14日 | 劇場版デート・ア・ライブ 万由里ジャッジメント ORIGINAL SOUNDTRACK | 味里 | 「Not Forget」 | ゲーム『デート・ア・ライブ 凜緒リンカーネイション』エンディングテーマ |

### キャラクターソング
| 発売日   | 商品名                                                               | 歌                                                                                     | 楽曲                           | 備考                                          |
| 2011年   | 2011年                                                               | 2011年                                                                                 | 2011年                         | 2011年                                        |
| -------- | -------------------------------------------------------------------- | -------------------------------------------------------------------------------------- | ------------------------------ | --------------------------------------------- |
| 11月28日 | マケン姫っ! 全エンディングっ!                                        | 藜チャチャ（藏合紗恵子）、砂藤季美（味里）                                             | 「Baby!Baby! Ver.9」           | テレビアニメ『マケン姫っ!』エンディングテーマ |
| 2012年   |                                                                      |                                                                                        |                                |                                               |
| 1月18日  | マケン姫っ! キャラクター・ソング・アルバム ドキッ☆ 水着でデスマッチ  | 高貴楓蘭（合田彩）、藜チャチャ（藏合紗恵子）、砂藤季美（味里）                         | 「Get Over the Rainbow」       | テレビアニメ『マケン姫っ!』関連曲             |
| 9月19日  | うぽって!! Special Album 青錆学園放送部「今の銃声は何やろうか?」篇   | える（味里）                                                                           | 「パラシュート」               | テレビアニメ『うぽって!!』関連曲              |
| 2013年   |                                                                      |                                                                                        |                                |                                               |
| 8月7日   | デート・ア・ライブ ミュージック・セレクション DATE A MUSIC EXTENSION | 崇宮真那（味里）                                                                       | 「リトル妹（マイ）ドロップス」 | テレビアニメ『デート・ア・ライブ』関連曲      |
| 2014年   |                                                                      |                                                                                        |                                |                                               |
| 3月19日  | マケン姫っ!通 ビキニだらけの大音楽会《悩殺部門篇》                   | 藜チャチャ（藏合紗恵子）、砂藤季美（味里）                                             | 「ミラクル☆SUMMER」            | テレビアニメ『マケン姫っ!通』関連曲           |
| 3月19日  | マケン姫っ!通 ビキニだらけの大音楽会《悩殺部門篇》                   | 水屋うるち（古谷静佳）、高貴楓蘭（合田彩）、藜チャチャ（藏合紗恵子）、砂藤季美（味里） | 「金太の大冒険」               | テレビアニメ『マケン姫っ!通』関連曲           |

### シリーズ一覧
1. ↑  第1期（2011年）、第2期『通』（2014年）
2. ↑  第1期（2013年）、第2期『II』（2014年）、第4期『IV』（2022年）、第5期『V』（2024年）
3. ↑  第1期（2015年）、第2期『BURST』（2015年）
4. ↑  『艦これ』（2013年）、『艦これ改』（2016年）、『艦これアーケード』（2018年）